# Sân bay Am Timan
Sân bay Am Timan (IATA: AMC, ICAO: FTTN) là một sân bay ở thành phố Am Timan, vùng Salamat, Tchad.

## Hãng hàng không và điểm đến
| Hãng hàng không  | Các điểm đến |
| ---------------- | ------------ |
| Tchadia Airlines | N'Djamena    |
| Tarco Airlines   | Khartoum     |